# Fuente Europea de Neutrones por Espalación
La Fuente Europea de Neutrones por Espalación, conocida también por las siglas ESS ('European Spallation Source'), es el nombre de un centro de investigación multidisciplinaria que utilizará la fuente más potente de neutrones del mundo. La instalación se está construyendo en Lund, Suecia.  Se trata de un proyecto conjunto del trece países europeos. Se preve que la construcción esté finalizada en 2025.
ESS generará neutrones por el proceso de espalación (proceso en el cual un cuerpo emite fragmentos debido a un impacto o al estrés), mediante el impacto de protones acelerados en un bloque rotatorio de wolframio mantenido a baja temperatura con helio líquido. Los neutrones son transportados a estaciones experimentales para la investigación de diversos materiales, con aplicaciones en numerosas áreas científicas y tecnológicas. Según las especificaciones, los haces de neutrones del ESS serán hasta 30 veces más brillantes que los producidos en otras fuentes similares.